# Amady Camara
Amady Camara (Bamako, 28 maggio 2006) è un calciatore maliano, attaccante del Nantes, in prestito dallo Sturm Graz, e della nazionale maliana.

## Carriera

### Club
Inizia a giocare a calcio in patria con il FC Diarra e nel 2023 viene acquistato dallo Sturm Graz, che inizialmente lo aggrega alla propria seconda squadra. Con quest'ultima debutta il 30 luglio nell'incontro di 2. Liga perso 4-1 contro il St. Pölten; mentre pochi mesi dopo debutta anche in prima squadra, il 27 settembre, nell'incontro di ÖFB-Cup vinto 3-0 contro il Leobendorf.
Nel corso delle due stagioni successive di afferma in prima squadra, ottenendo un totale di 51 presenze e tre reti prima di venire ceduto, in prestito con diritto di riscatto, al Nantes, il 9 agosto 2025.
Arrivato in Francia in tempo per disputare con il club l'ultima gara pre stagionale contro il Paris FC, il 17 agosto seguente debutta ufficialmente con la maglia dei canarini, in occasione del match di campionato perso 0-1 contro il Paris Saint-Germain.

### Nazionale
Convocato per la prima volta dalla nazionale maliana nel 2024, il 6 settembre dello stesso anno fa il proprio debutto  nell'incontro di qualificazione per la Coppa d'Africa 2025 pareggiato 1-1 contro il Mozambico.

## Statistiche

### Presenze e reti nei club
Statistiche aggiornate al 17 agosto 2025.
| Stagione             | Squadra              | Campionato           | Campionato | Campionato | Coppe nazionali | Coppe nazionali | Coppe nazionali | Coppe continentali | Coppe continentali | Coppe continentali | Altre coppe | Altre coppe | Altre coppe | Totale | Totale | Totale |
| Stagione             | Squadra              | Comp                 | Pres       | Reti       | Comp            | Pres            | Reti            | Comp               | Pres               | Reti               | Comp        | Pres        | Reti        | Pres   | Reti   |        |
| -------------------- | -------------------- | -------------------- | ---------- | ---------- | --------------- | --------------- | --------------- | ------------------ | ------------------ | ------------------ | ----------- | ----------- | ----------- | ------ | ------ | ------ |
| 2023-2024            | Sturm Graz II        | 2L                   | 13         | 6          | -               | -               | -               | -                  | -                  | -                  | -           | -           | -           | 13     | 6      |        |
| 2024-2025            | Sturm Graz II        | 2L                   | 1          | 0          | -               | -               | -               | -                  | -                  | -                  | -           | -           | -           | 1      | 0      |        |
| Totale Sturm Graz II | Totale Sturm Graz II | Totale Sturm Graz II | 14         | 6          |                 | -               | -               |                    | -                  | -                  |             | -           | -           | 14     | 6      |        |
| 2023-2024            | Sturm Graz           | BL                   | 17         | 1          | CA              | 3               | 0               | UEL+UECL           | 0+4                | 1                  | -           | -           | -           | 24     | 2      |        |
| 2024-2025            | Sturm Graz           | BL                   | 19         | 0          | CA              | 3               | 0               | UCL                | 4                  | 0                  | -           | -           | -           | 26     | 0      |        |
| lug.-ago. 2025       | Sturm Graz           | BL                   | 0          | 0          | CA              | 1               | 1               | UCL                | -                  | -                  | -           | -           | -           | 1      | 1      |        |
| Totale Sturm Graz    | Totale Sturm Graz    | Totale Sturm Graz    | 36         | 1          |                 | 7               | 1               |                    | 8                  | 1                  |             | -           | -           | 51     | 3      |        |
| 2025-2026            | Nantes               | L1                   | 1          | 0          | CF              | 0               | 0               | -                  | -                  | -                  | -           | -           | -           | 1      | 0      |        |
| Totale carriera      | Totale carriera      | Totale carriera      | 51         | 7          |                 | 7               | 1               |                    | 8                  | 1                  |             | -           | -           | 66     | 9      |        |

### Cronologia presenze e reti in nazionale
| Cronologia completa delle presenze e delle reti in nazionale ― Mali | Cronologia completa delle presenze e delle reti in nazionale ― Mali | Cronologia completa delle presenze e delle reti in nazionale ― Mali | Cronologia completa delle presenze e delle reti in nazionale ― Mali | Cronologia completa delle presenze e delle reti in nazionale ― Mali | Cronologia completa delle presenze e delle reti in nazionale ― Mali | Cronologia completa delle presenze e delle reti in nazionale ― Mali | Cronologia completa delle presenze e delle reti in nazionale ― Mali |
| Data                                                                | Città                                                               | In casa                                                             | Risultato                                                           | Ospiti                                                              | Competizione                                                        | Reti                                                                | Note                                                                |
| ------------------------------------------------------------------- | ------------------------------------------------------------------- | ------------------------------------------------------------------- | ------------------------------------------------------------------- | ------------------------------------------------------------------- | ------------------------------------------------------------------- | ------------------------------------------------------------------- | ------------------------------------------------------------------- |
| 6-9-2024                                                            | Bamako                                                              | Mali                                                                | 1 – 1                                                               | Mozambico                                                           | Qual. Coppa d'Africa 2025                                           | -                                                                   | 63’                                                                 |
| 10-9-2024                                                           | Mbombela                                                            | eSwatini                                                            | 0 – 1                                                               | Mali                                                                | Qual. Coppa d'Africa 2025                                           | -                                                                   | 18’                                                                 |
| Totale                                                              |                                                                     | Presenze                                                            | 2                                                                   |                                                                     | Reti                                                                | 0                                                                   |                                                                     |

## Palmarès

### Club

#### Competizioni nazionali
- Campionato austriaco: 2

Sturm Graz: 2023-2024, 2024-2025
- Coppa d'Austria: 1

Sturm Graz: 2023-2024